# Миклавець
46°29′ пн. ш. 16°30′ сх. д. / 46.48° пн. ш. 16.50° сх. д.
Миклавець (хорв. Miklavec) — населений пункт у Хорватії, у Меджимурській жупанії у складі громади Подтурен.

## Населення
Населення за даними перепису 2011 року становило 474 осіб.
Динаміка чисельності населення поселення:

## Клімат
Середня річна температура становить 10,17 °C, середня максимальна – 24,33 °C, а середня мінімальна – -6,54 °C. Середня річна кількість опадів – 790 мм.
| Клімат поселення                              | Клімат поселення | Клімат поселення | Клімат поселення | Клімат поселення | Клімат поселення | Клімат поселення | Клімат поселення | Клімат поселення | Клімат поселення | Клімат поселення | Клімат поселення | Клімат поселення | Клімат поселення |
| Показник                                      | Січ.             | Лют.             | Бер.             | Квіт.            | Трав.            | Черв.            | Лип.             | Серп.            | Вер.             | Жовт.            | Лист.            | Груд.            |                  |
| Середній максимум, °C                         | 5,36             | 7,53             | 12,05            | 16,39            | 21,42            | 24,33            | 23,98            | 23,45            | 19,39            | 14,00            | 8,40             | 4,78             |                  |
| Середня температура, °C                       | −0,6             | 1,59             | 6,10             | 10,45            | 15,48            | 18,39            | 20,10            | 19,56            | 15,50            | 10,12            | 4,53             | 0,90             |                  |
| Середній мінімум, °C                          | −6,54            | −4,36            | 0,15             | 4,50             | 9,52             | 12,43            | 16,19            | 15,67            | 11,61            | 6,24             | 0,64             | −3               |                  |
| Норма опадів, мм                              | 37               | 39               | 51               | 61               | 72               | 87               | 89               | 82               | 76               | 69               | 74               | 53               |                  |
| Середньомісячна швидкість вітру, м/с          | 2.00             | 2.30             | 2.60             | 2.70             | 2.50             | 2.20             | 2.10             | 1.90             | 1.90             | 1.91             | 2.10             | 2.10             |                  |
| Середньомісячна сонячна радіація, кДж/м²·день | 3940             | 6689             | 10503            | 14953            | 19025            | 20986            | 21391            | 18633            | 13815            | 8565             | 4396             | 3151             |                  |
| --------------------------------------------- | ---------------- | ---------------- | ---------------- | ---------------- | ---------------- | ---------------- | ---------------- | ---------------- | ---------------- | ---------------- | ---------------- | ---------------- | ---------------- |
| Джерело:                                      |                  |                  |                  |                  |                  |                  |                  |                  |                  |                  |                  |                  |                  |